# Breea segeta
Breea segeta là một loài thực vật có hoa trong họ Cúc. Loài này được (Bunge) Kitam. mô tả khoa học đầu tiên năm 1959.